# Marc van Orsouw
Marc van Orsouw (* 2. April 1964 in Ooijen) ist ein ehemaliger niederländischer Radrennfahrer.

## Sportliche Laufbahn
Marc van Orsouw war im Straßenradsport aktiv. Als Amateur gewann er 1983 die Ronde van Achtenhoek, die Tour du Jura, 1986 Hel van het Mergelland und den Gran Premio della Liberazione vor John Talen. Von 1986 bis 1994 war er Berufsfahrer in den Radsportteams PDM, Panasonic und Team Telekom in der Rolle eines Domestiken. Als Radprofi hatte er einige Erfolge in Kriterien. 1995 fuhr er wieder als Amateur. Er bestritt alle Grand Tours.
| Grand Tour            | 1986 | 1987 | 1988 | 1989 | 1990 | 1991 | 1992 | 1993 | 1994 |
| --------------------- | ---- | ---- | ---- | ---- | ---- | ---- | ---- | ---- | ---- |
| Vuelta a EspañaVuelta | –    | 72   | –    | –    | –    | 50   | –    | –    | –    |
| Giro d’ItaliaGiro     | –    | –    | 66   | –    | –    | –    | –    | –    | DNF  |
| Tour de FranceTour    | DNF  | –    | 76   | 87   | –    | 78   | –    | –    | –    |